# بعثة لارس كريستنسن

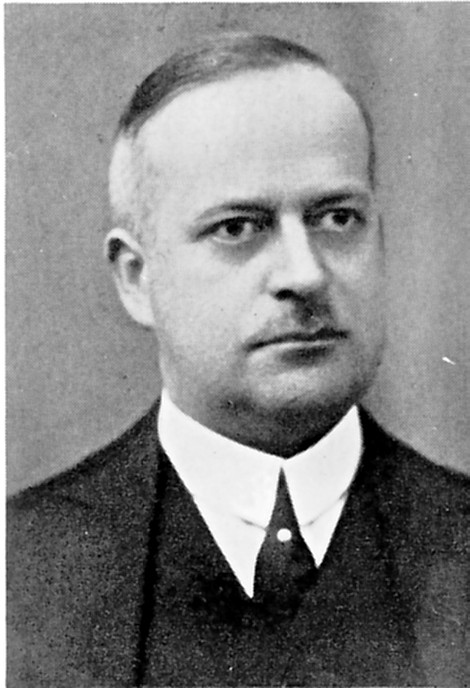
لارس كريستنسن

بين عامي (1927- 1937) قاد لارس كريستنسن برنامجًا للاستكشاف ورسم الخرائط الجوية لساحل شرق القارة القطبية الجنوبية ممتداً من بحر ويديل إلى الجرف الجليدي شاكلتون. كان الهدف الأساسي من هذه الرحلات هو التفتيش عن سفن صيد الحيتان التابعة لشركاته التي يجب أن تتبعها أعمال استكشافية بقدر ما تسمح الظروف. وتم تنفيذ برنامج علمي كبير شَمِل:
1. رسم المحيط.
2. الأرصاد الجوية.
3. عمل الرسومات المائية.[2]

وفي عام 1911 قام لارس كريستنسن بمشروع غريب مع المستكشف البلجيكي أدريان دي جيرلاش (De Gerlache) وهو بِناء سفينة خشبية مع محرك إضافي للقيام برحلات إلى القطب الشمالي، وأطلق عليها القطبية (Polaris)، وكانت مخصصة لرحلات السياح إلى غرينلاند وسبيتبيرغن، ولكن أدريان دي جيرلاش لم يستطيع دفع حصته فيها؛ فتم بيعها إلى المستكشف السير إرنست شاكلتون تحت اسم التحمل «Endurance»، وقام بالبعثة الإمبراطورية عبر أنتاركتيكا في 1914؛ والتي باءت بالفشل.

## البعثات
ذهب القنصل لارس كريستنسن بـ (9) رحلات إلى القطب الجنوبي في الفترة من (1927-1937) وكان الهدف من الرحلات مزدوج وهو التفتيش على عمليات سفن صيد الحيتان في مياه القطب الجنوبي التابعة لشركتة واستكشاف كل ما هو متاح من الأراضي ورفع علم النرويج عليها.
- البعثة الأولى في الفترة من  1926-1927.
- أربع بعثات في الفترة من 1927-1931.
- وقام بالبعثة الأهم والأخيرة في 1937 والتي استخدم المسح الجوي.[3]

### الفترة من 1926- 1927
في بداية 1920 كان لارس كريستنسن مهتما بأمكانية توسيع عمليات صيد الحيتان إلى ما وراء جنوب المحيط الاطلسي، حيث تركز أهتمامه على جورجيا الجنوبية وجزر شتلاند الجنوبية، غرب 90° غربا حيث جزيرة بطرس الآول قد تشكل قاعدة مناسبة لاسطول صيد الحيتان، وشرقا إلى 50°شرقا، حيث جزيرة بوفيت قد تكون مكانا مماثلا. في هذه الفترة كان القليل معروف عن هذه الجزر.
في 1926 اتصال لارس كريستنسن بالحكومة البريطانية حول كيفية الحصول على أمتياز للصيد الحيتان قبالة جزيرة بطرس الأول، ولكن الحكومة البريطانية لم تشعر بالقدرة على أعطائه الامتياز لان الجزيرة لم يعلن خضوعها إلى اى دولة، ولكن عرضت موافقة على الامتياز للصيد في  «جزيرة دوجيرتي» في 59 ° 48' جنوبا،118 ° 40' غربا. وهذه الجزيرة غير موجودة الآن، ولكن التنازل عرض على أساس رؤية واضحة على ما يبدو في العام 1886 بواسطة الكابتن ويتسن من نيوزيلاند. بالنسبة لكريستنسن «جزيرة دوجيرتي» كانت بعيدة عن منطقة عمليات الصيد المخطط لها، لذلك لم يقبل العرض، وقام بأرسال إحدى سفن صيد الحيتان الغريب 1 (Odd 1) لآستكشاف جزيرة بطرس الأول بقيادة الكابتن أنت.أ.أندرسن، وصلت السفينة الغريب 1 (Odd 1) جزيرة بطرس الأول في 4 يناير 1927 وأمضيت أسبوعين تبحر حول الجزيرة لآستكشاف أمكانيتها في إقامة قاعدة لأسطول صيد الحيتان.

#### النتائج
كانت النتائج محدودة حيث لا مكان للانزال، ولا مكان مناسب لآقامة ميناء، ولا حيتان شوهدت بالقرب من الجزيرة أو خلال الرحلة.

### الفترة من 1927-1928
النتائج المحبطة للرحلة في جزيرة بطرس الأول لم تعوق كريستنسن، وقرر أرسال بعثة أخرى إلى جزيرة بوفيت في الموسم التالي. أدراك كريستنسن أن هذه البعثة ستتطلب سفينة استكشافية خاصة، فقام بشراء سفينة فيسليبر واطلق عليها اسم النرويج (Norwegian)، قامت السفينة النرويجية (Norvegia) باربع رحلات إلى القارة القطبية الجنوبية والتي قدمت العديد من الاستكشافات المهمة.

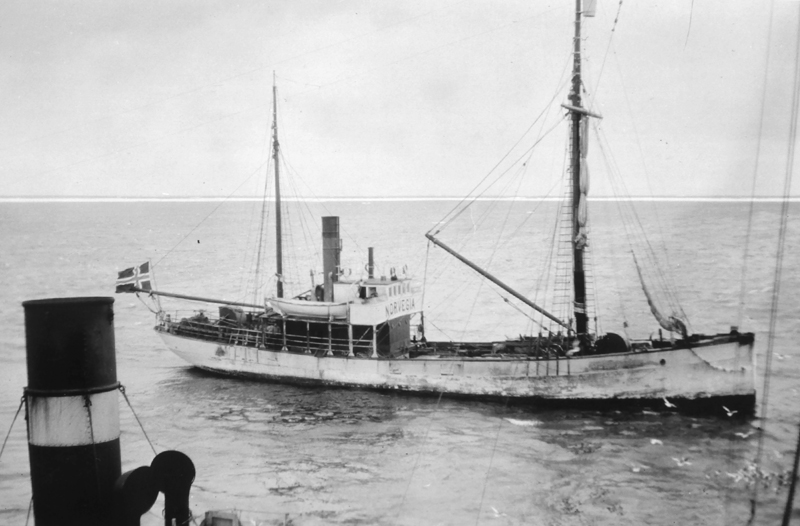
السفينة النرويج (Norvegia) أو (Vesleper) سابقا في المحيط الجنوبى

وبالعمل بالقرب من أسطول صيد الحيتان لكريستنسن تمتعت السفينة بميزة هامة وهي عدم حمل الكثير من الفحم على متنها إذا أنها يكفى ان تتزود به من السفينة الأم لأسطول صيد الحيتان بصفة دورية.
تحولت إستراتيجية كريستنسن الآن للبحث عن أراضي جديدة والحصول عليها للنرويج. وقال انه لم يعد مستعدا لتقديم تنازلات لبريطانيا العظمى أو أي بلد آخر للعمل في المياه التي تعتبر لا تزال غير مستكشفة.

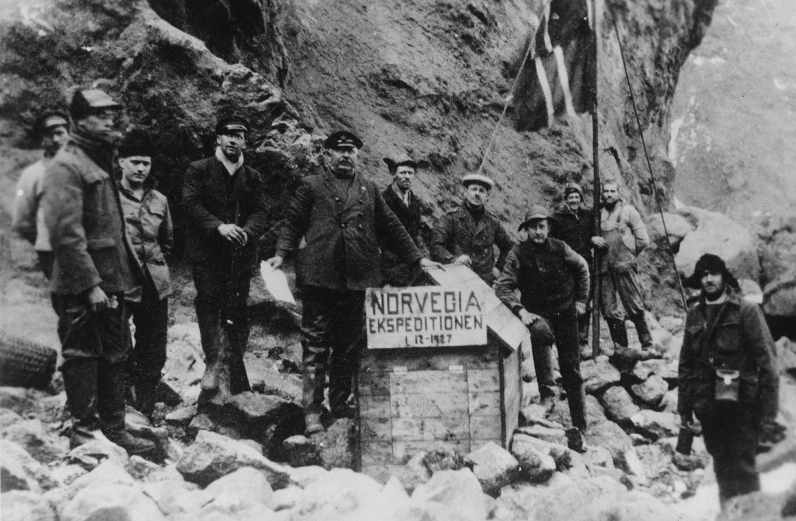
الهبوط الاول على جزيرة بوفيت 1927

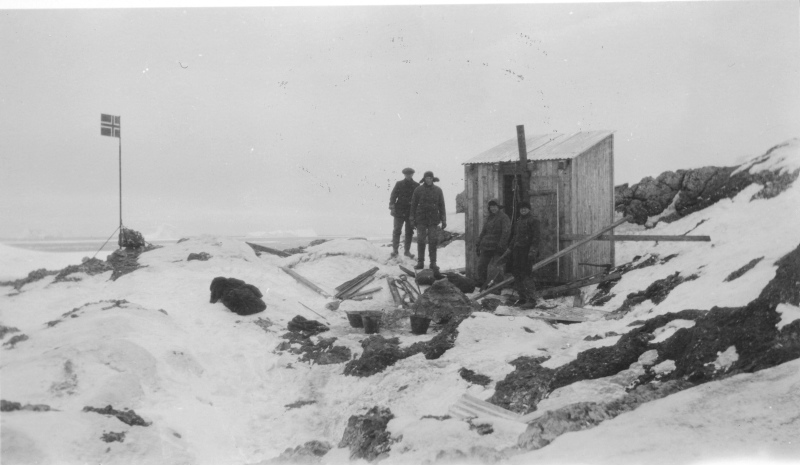
الكوخ على جزيرة بوفيت

أبحرت السفينة النرويجية (Norvegia) من ميناء ساندفيورد (Sandefjord)، لاستكشاف الحيتان الموجودة في المسافة بين جزيرة بوفيت وأرض أندربى من بر أنتركتيكا الرئيسى، قام الطاقم بنصب محطة الارصاد الجوية على جزيرة بوفيت واعلن خضوع الجزيرة للنرويج.في 1 ديسمبر هبط الكابتن هارالد هونتفيتز (Harald Horntvedt) على جزيرة بوفيت واستوالى عليها بأسم ملك النرويج، تم بناء كوخ صغير كمستودع ولكن تبين أن بناء محطة للأرصاد الجوية على الجزيرة مستحيل.

#### النزاع على سيادة جزيرة بوفيت
أثار أدعاء سيادة النرويج على جزيرة بوفيت النزاع مع بريطانيا العظمى على أساس ان الجزيرة أكتشفها المستكشف الفرنسى جان باتيست تشارلز بوفيت دى لوزير (Jean-Baptiste Charles Bouvet de Lozier) في سنة 1739م، وأعيد أستكشاف الجزيرة لاحق من الرعايا البريطانيين في 1808. ولكن في الواقع، في 1920 كان هناك حساسية كبيرة حول ما يمكن أن يعقد لتشكل مشروعية السيادة على أراضي القارة القطبية الجنوبية. ادى أعلن النرويج خضوع جزيرة بوفيت للتاج النرويجى إقامة دعاوى سيادة بين النرويج وبريطانيا والتي وضع حدا لها اندلاع الحرب العالمية الثانية، وعلى أي حال تم سريعا التوصل لأتفاق بين بريطانيا والنرويج على أنه بأعتراف بريطانيا بسيادة النرويج على جزيرة بوفيت، تتعترف النرويج بكل المطالبات البريطانية على كل الاراضى المدرجة من قبل المؤتمر الإمبراطوري في 1926. وأثار هذا الاتفاق كثيرا على بعثة السفينة النرويجية (Norvegia) الثالثة لأنتركتيكا بقيادة هيلماراليساير لارسن.

### الفترة من 1928-1929
على عكس البعثة الاستكشافية للسفينة الغريب 1 (Odd 1) فأن السفينة النرويج (Norvegia) في رحلتها الأولى حققت ناجح كبير ليس فقط في ضم جزيرة بوفيت إلى النرويج، ولكن أيضا من منظور كريستنسن فقد عُثِر على اعداد كبيرة من الحيتان في تللك المنطقة، لذلك ارسل كريستنسن أسطول صيد الحيتان إلى جزيرة بوفيت في موسم من 1928 إلى 1929. أبحرت السفينة النرويج (Norvegia)  مع سفن اسطول صيد الحيتان إلى جزيرة بوفيت. حيث تمت محاولة أخرى لأنشاء محطة أرصاد جوية. ثم ستقوم السفينة بعد ذلك بالبحث عن جزيرة طومسون والمداخن التي أبلغ عنها كذبا البريطانى كابتن نوريس بتجاورهم ولكن لم تكن الحملة الاخيرة قادرة على تحديد مواقعهم.وأخيرا ابحرت غربا لضم جزيرة بطرس الأول والتي أصبحت بريطانيا الآن تفهم ان لا حق لها إعلان السيادة عليها ولا أي دولة أخرى. منذ اكتشافها من قبل المستكشف الروسي فابيان فون بيلنجشاسين في عام 1821.

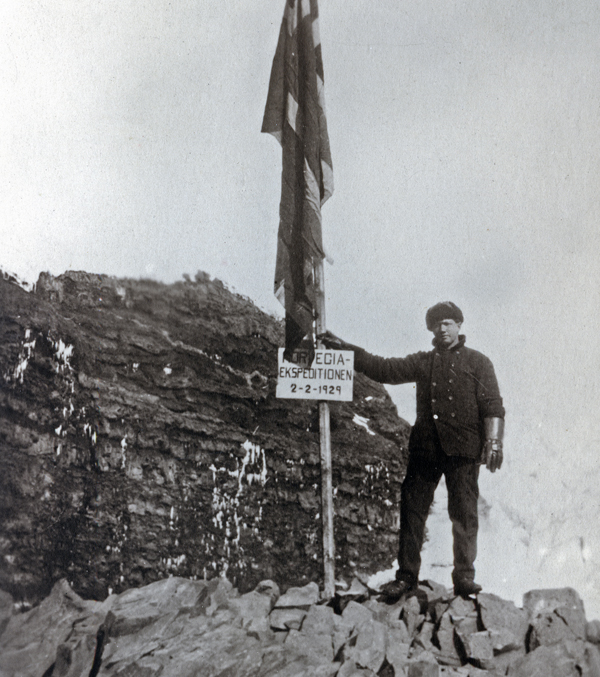
كابتن نيل لارسن على جزيرة بطرس الأول 1929

رست السفينة النرويج خلال فصل الشتاء في جورجيا الجنوبية وبدأت بعثتها (مهمتها) الأستكشافية الثانية في 8 ديسمبر 1928، عندما التقيت بالسفينة المصنعة ثور المطرقة (Thorshammer)، حيث صعد منها أفراد البعثة الأ ستكشافية والطاقم وبما فيهم الثلاثة أعضاء الذين كانوا يجب أن يقضوا الشتاء على جزيرة بوفيت عند تأسيس محطة الأرصاد الجوية. والتي ثبت مجددا أستحالة بنائها لعدم وجود مصادر للمياه العذبة ولا أي مواقع محمية بما فيه الكفاية لضمان عدم تحطمها بفعل الرياح القوية كما حدث للكوخ المبنى العام السابق. في 21 ديسمبر قرر كابتن نيلز لارسن التخلى عن المحاولة.
أمضت السفينة النرويج (Norvegia) أسبوع في البحث عن جزيرة طومسون والمداخن ولكن بدون ان تكلل جهودهم بالنجاح. هذه الجزر لا وجود لها الآن، ولكن ربما كان لهم وجود في الواقع عندما أبلغ عنهم كابتن جورج نوريس في 1825. تقع جزيرة بوفيت فوق إحدى بقاع الارض الساخنة وهي جزيرة بركانية، وكذلك يوحى أسم جزيرة المداخن على نشاط بركانى والتي ربما تعود للظهور مرة أخرى في أحد الأيام.

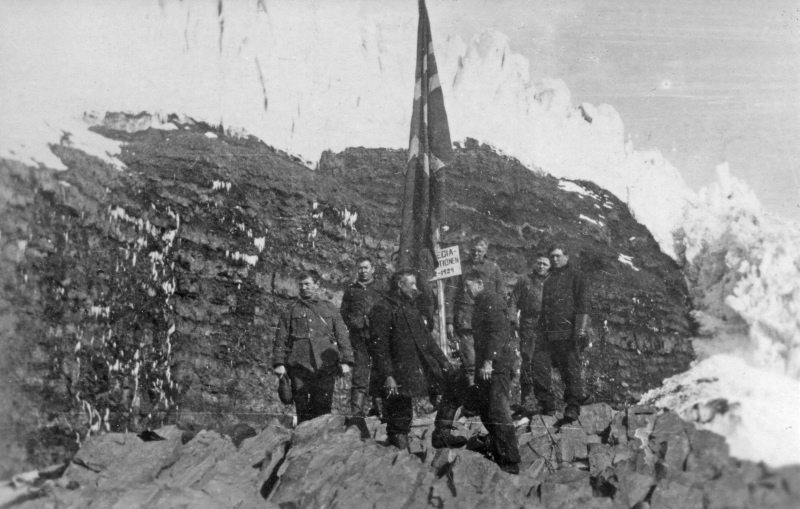
النزول على جزيرة بطرس الأول 1929

بمغادرة جزيرة بوفيت في 21 ديسمبر 1928 تزودت السفينة النرويج (Norvegia) بالمزيد من الفحم من السفينة ثور المطرقة (Thorshammer) وأبحرت غربا بأتجاه جزيرة الخداع، حيث تزودت بالمذيد من الفحم. وأتمت استعدادتها لرحلتها الطويلة جنوبا إلى جزيرة بطرس الأول حيث هبط لارسن ودكتور أولا اولستاد في 2 فبراير 1929، وأدعاء ضم الجزيرة للنرويج. وكان هذا أول هبوط لهم على جزيرة بطرس الأول، تم بناء كوخ وأجريت مسح للجزيرة. وفي 30 مارس ابحرت السفينة النرويج (Norvegia)  عائده إلى غودثال (Godthull) في جورجيا الجنوبية مختتمه موسم ناجح آخر.

### من 1933- 1934
في 20 ديسمبر 1933 على متن السفينة المخصصة لصيد الحيتان  تورشافن (Thorshavn) في رحلته الثالثة إلى القطب الجنوبي ككل البعثات كان الهدف التفتيش على سفن صيد الحيتان الخاصة بشركته واستكشاف القطب الجنوبي حيث كان يتم تنفيذ برنامج كبير للاستكشاف يشمل الارصاد الجوية وعمل الرسومات المائية بقيادة الكابتن ميكلسن ونيل لارسن "كابتن السفينة النرويج (Norvegia)"  وبرنامج لرسم المحيطات بقيادة بعض الضباط على سطح السفن.
بعد التفتيش على مصانع سفينتين أعدت سفينة تورشافن (Thorshavn) لهبوط لارس كريستنسن إلى الشرق من أرض إندربي  الذي تم التوصل إليها في 9 يناير 1934، عدة تصويبات على الخرائط الموجودة تمت، وجاء فيها أن الملاحظات المذكورة بأن جزر دوغلاس الواقعة في دائرة عرض 67° جنوبا وخط طول 65° شرقا غير موجودة.